# Avenida Ipiranga
La Avenida Ipiranga es una importante calle ubicada en el barrio República, en la región central de la ciudad de São Paulo (Brasil). El tramo de la avenida va desde el encuentro con la Rua da Consolação hasta el encuentro con la Avenida Cásper Líbero.

## Historia
El camino se originó de la unión de dos "becos" del viejo São Paulo. Uno de ellos fue el "Beco do Mata-Fome" (que hoy estaría en partes de las calles Araújo y Consolação), existente desde finales del siglo XVIII, un paso para los pastores y su ganado, en dirección al matadero ubicado en el barrio Libertad. El segundo fue el "Beco dos Curros" en las inmediaciones de la actual Plaza de la República.
En 1865, la Cámara Municipal de São Paulo decide abrir una nueva calle de esa decisión se abre la calle Ipiranga, nombre elegido porque al mismo tiempo se había iniciado un proyecto para la construcción de un monumento en honor a la Independencia de Brasil. En 1934, recibió el nombre de avenida y es hoy una de las principales vías del centro de São Paulo.
En esta avenida se levantó el Hotel Excelsior, construido entre 1941 y 1943, diseñado por Rino Levi, así como el antiguo Hotel Terminus, que tuvo huéspedes y residentes famosos. Entre 1949 y 1978, en tres pisos del inmueble número 1267, el São Paulo Futebol Clube mantuvo su sede administrativa y social.
El Consejo Municipal para la Preservación del Patrimonio Histórico, Cultural y Ambiental de São Paulo (Conpresp) catalogó el espacio interno del tradicional Cine Ipiranga, ubicado en la avenida del mismo nombre, en la capital. El lugar fue fundado en 1943 y vivió los grandes momentos de los cines callejeros en la región central.
En la avenida, actualmente, hay diferentes hitos urbanos, como la Plaza de la República y la Casa Caetano de Campos o los edificios Itália, Copan y Montreal (estos últimos diseñados por Oscar Niemeyer).